# البهائية في أوغندا

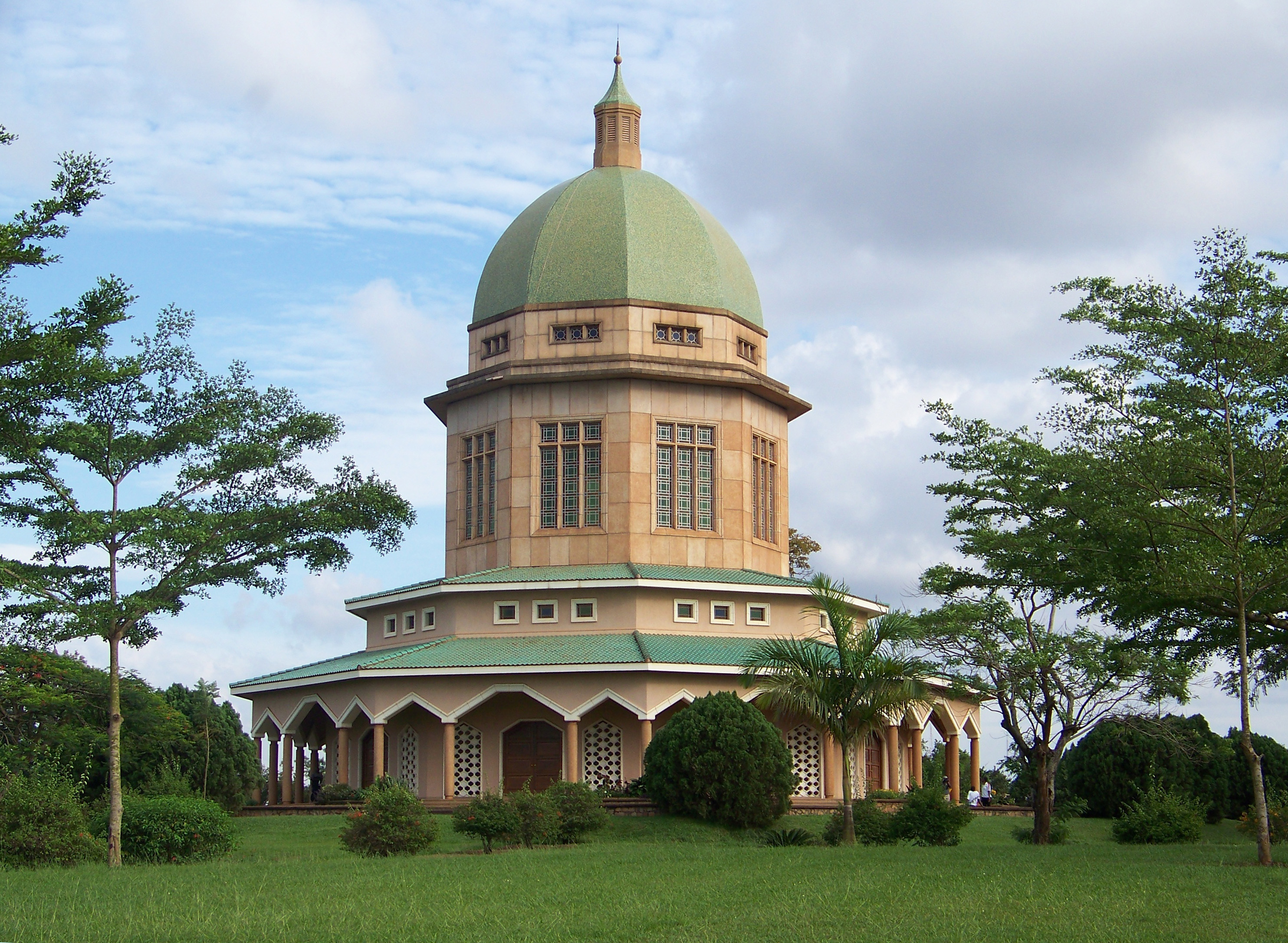
مشرق الأذكار البهائي، كمبالا، أوغندا

بدأت البهائية في أوغندا في النمو عام 1951 وبعد أربع سنوات كان هناك 500 بهائي في 80 منطقة، بما في ذلك 13 محفلًا روحانيًا محليًا بهائيًا، يمثلون 30 قبيلة، وقد أرسلوا 9 رواد إلى مواقع أفريقية أخرى. بعد فترة حكم عيدي أمين عندما حُظر الدين البهائي ومقتل يد أمر الله البهائي إينوك أولينغا وعائلته، استمرت الجالية في النمو على الرغم من أن تقديرات عدد السكان تتراوح على نطاق واسع من 19,000 إلى 105,000 وقد شملت مشاركات الجالية جهودًا متنوعة لتعزيز رفاهية الشعب الأوغندي. قدرت جمعية أرشيف بيانات الأديان (بالاعتماد على الموسوعة المسيحية العالمية) العدد بحوالي 78,500؛ ومع ذلك، سجل التعداد الوطني للسكان والمساكن لعام 2014 29,601 فقط.

## التاريخ المبكر

### ألواح الخطة الإلهية لعبد البهاء
كتب عبد البهاء سلسلة من الرسائل، أو الألواح، إلى أتباع الدين في الولايات المتحدة في الفترة 1916–1917؛ تم تجميع هذه الرسائل معًا في كتاب ألواح الخطة الإلهية. ذكر اللوحان الثامن والثاني عشر إفريقيا وكُتبا في 19 أبريل 1916 و 15 فبراير 1917 على التوالي. إلا أن النشر تأخر في الولايات المتحدة حتى عام 1919 — بعد نهاية الحرب العالمية الأولى والإنفلونزا الإسبانية. تُرجمت الألواح وقُدمت بواسطة ميرزا أحمد سهراب في 4 أبريل 1919، ونُشرت في مجلة نجم الغرب في 12 ديسمبر 1919. يذكر عبد البهاء البهائيين المسافرين "...خاصة من أمريكا إلى أوروبا وأفريقيا وآسيا وأستراليا، والسفر عبر اليابان والصين. وبالمثل، من ألمانيا قد يسافر المعلمون والمؤمنون إلى قارات أمريكا وأفريقيا واليابان والصين؛ باختصار، قد يسافرون عبر جميع قارات وجزر العالم" و "...أن نشيد وحدة عالم الإنسانية قد يمنح حياة جديدة لجميع بني البشر، وأن تُنصب خيمة السلام العالمي على قمة أمريكا؛ وهكذا قد تحيا أوروبا وأفريقيا بنفحات الروح القدس، وقد يصبح هذا العالم عالماً آخر، وقد ينال الجسم السياسي ابتهاجاً جديداً…."

### الاتصالات والتنمية
حدثت أولى حالات الاتصال المبكر بين أوغندا والدين البهائي في سبتمبر 1946 عندما ألقى الدكتور الأوغندي إرنست كاليبالا، وهو من أوائل الحاصلين على درجة الدكتوراه في أوغندا والذي كان مرتبطًا آنذاك بالأمم المتحدة، حديثًا في مركز نيويورك البهائي. بدأت خطط محددة لجلب الدين إلى أوغندا في عام 1950 وشملت تعاون المجتمعات البهائية الأمريكية والبريطانية والمصرية والفارسية ووصلت إلى مستوى من التنسيق والتفاصيل بحيث تمت ترجمة المواد إلى لغات مستخدمة على نطاق واسع في أفريقيا قبل وصول المهاجرين. في 3 أغسطس 1951، وصل السيد والسيدة موسى بناني، والسيدة فيوليت والسيد علي نخجواني، من إيران، مع ابنتهما الرضيعة بهية نخجواني، والسيد فيليب هينسورث إلى كمبالا. كان بناني شخصًا بالغًا اعتنق الدين خلال الحرب العالمية الأولى من خلفية يهودية. بعد تلقي خبر وفاة يد أمر الله لويس جورج جريجوري — أيادي أمر الله هم مجموعة مختارة من البهائيين حققوا مرتبة متميزة في خدمة الدين — سابقًا في 31 يوليو، عُقد اجتماع تذكاري لغريغوري في كمبالا حضره المهاجرون الخمسة ومارغريت بريستون (من كينيا) بالإضافة إلى اثني عشر أفريقيًا. في أكتوبر، كان الاحتفال بميلاد الباب هو الأول الذي يُعقد في منزل مواطن أوغندي من بوغندا، مع قراءة الصلوات بلغة لوغندية. في ديسمبر، اعتنق أول أوغنديين أصليين الدين البهائي — فريد بيغابوا (قبيلة موتورو) وكريسبين كاجوبي (قبيلة بوغندا). بينما كان بناني في الحج، كان المحارب المخضرم في الحرب العالمية الثانية إينوك أولينغا (من قبيلة إتيسو)، الذي كان يحضر دروسًا يلقيها نخجواني في كمبالا، هو الأوغندي الثالث الذي يصبح بهائيًا وتخلى عن الكحول، على الرغم من أن إدمان الكحول كان قد كلفه بالفعل وظيفته الحكومية.

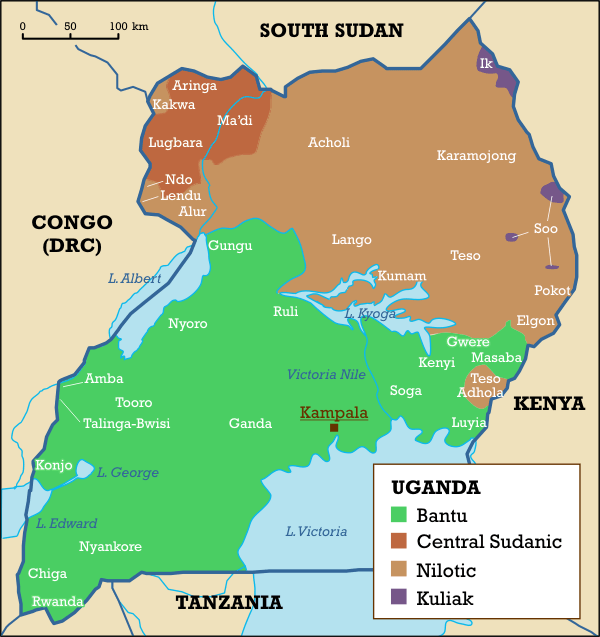
خريطة لغوية عرقية لأوغندا.

تم انتخاب أول المحفل الروحاني المحلي بهائي في البلاد في أبريل 1952 في كمبالا. كان أعضاء المحفل هم فريد بيغابوا، كريسبين كاجوبي، بيتر موسوكي، إينوك أولينغا، السيد والسيدة موسى بناني، السيد والسيدة علي نخجواني وفيليب هينسورث. سرعان ما انضم إليهم المهاجرون الأمريكيون، ماري وريجينالد (ريكس) كوليسون، في حوالي مايو. في أوائل عام 1952، تم تعيين موسى بناني أيضًا يدًا لأمر الله. في صيف عام 1952، اشترى البهائيون أول مركز لاستضافة الاجتماعات. بحلول أكتوبر 1952 كان هناك 55 عضوًا في الدين بما في ذلك والد أولينغا، يعيشون في 12 منطقة مختلفة ويمثلون 9 قبائل مختلفة: غاندا، غيشو، غويرو، كاباراسي، كاكاميغا، لو، سيغا، تيسو، تورو. ست منهن كن نساء. كان ثمانية عشر في كمبالا و 26 في منطقة تيسو. مثل أولينغا، أحدث بهائيون آخرون تغييرًا في شخصيتهم عند اعتناق الدين والتخلي عن إدمان الكحول. انضم هؤلاء إلى الدين عن طريق التحول من خلفيات كاثوليكية رومانية وبروتستانتية ووثنية وتم تنظيم المناطق الريفية في لجان حتى يمكن تنظيم المحافل. في فبراير 1953، عُقد أول مؤتمر قاري من بين أربعة مؤتمرات حددها رئيس الدين في كمبالا. كان ضمن البرنامج أيادي أمر الله (المعينون بالفعل أو لم يتم تعيينهم بعد) دوروثي بيشر بيكر، علي أكبر فروتان، أوغو جياتشيري، Hermann Grossman، علي محمد ورقا، جورج تاونشند، وDhikru'llah Khadem يلقون مجموعة واسعة من المحاضرات والدروس على مدار 7 أيام افتُتح برسالة من شوقي أفندي قرأها يد أمر الله ليروي يواس. بحلول أبريل تم انتخاب تسعة محافل أخرى من بين جالية تضم أكثر من مائتين وتسعين عضوًا في الدين، يقيمون في خمس وعشرين منطقة، ويمثلون عشرين قبيلة. في يونيو 1953، انتقل المهاجرون الأمريكيون السيد والسيدة ريكس كوليسون إلى رواندا-أوروندي من كمبالا. في أكتوبر 1953 ذهب أولينغا إلى الكاميرون وتم تكريمه بلقب فرسان بهاء الله.

## تطوير المجتمع
لوحظ نمو واسع النطاق للدين عبر أفريقيا جنوب الصحراء يبدأ في الخمسينيات ويمتد إلى الستينيات. بعد المؤتمر في فبراير 1953 وصل وليام سيرز ومارغريت سيرز في سبتمبر 1953 قادمين من جوهانسبرغ لزيارة مطولة حتى أكتوبر وألقيا العديد من الدروس وسافرا إلى العديد من القرى. خلال هذا الوقت أيضًا، ذهب أول مهاجر من أوغندا إلى موانزا، تنجانيقا. في عام 1954 كان في أوغندا 500 بهائي في 80 منطقة، بما في ذلك 13 محفلًا روحانيًا محليًا، يمثلون 30 قبيلة، وقد أرسلوا 9 مهاجرين إلى مواقع أفريقية أخرى. في عام 1955 كان هناك أكثر من 800 بهائي وقد أضيف للتو سبعة عشر محفلاً. في عام 1956، تم انتخاب أولينغا رئيسًا للمحفل الروحاني الوطني الإقليمي للشمال الغربي وخضعت الجالية البهائية الأوغندية للمحفل الروحاني الوطني الإقليمي المشكل حديثًا لوسط وشرق أفريقيا، والذي كان نخجواني رئيسًا له وتجاوزت الجالية الأوغندية وحدها 1000 عضو. كان الأعضاء الآخرون في المحفل الإقليمي لأوغندا هم فيليب هينسورث، حسن صبري، أولورو إبيروج، عزيز يزدي، جلال نخجواني، تيتو وانانتوسيت، سيلفستر أوكوروت، وماكس كينيريزي. في أوائل عام 1957، حضر أولينغا وضع حجر الأساس لأول بيت العبادة البهائي في أفريقيا (الذي كان في أوغندا) وفي الخريف تم تعيينه يدًا لأمر الله وانتقلت فارسة بهاء الله كلير جونغ، التي كانت سابقًا من ألمانيا، من تنجانيقا إلى أوغندا حيث أسست حضانة أطفال متعددة الأعراق. تم البدء في أنظمة للتعامل مع معدل نمو الدين - تم إنشاء مدارس بهائية في عطلة نهاية الأسبوع لأي بهائي يمكنه الحضور وتم اختيار الأفراد الذين تم الحكم على أن لديهم فهمًا جوهريًا للدين وكانوا قادرين على السفر للتدريب كمقدمين يسافرون بعد ذلك محليًا في منطقتهم لتقديم عروض حول العديد من الموضوعات نفسها. بحلول صيف عام 1957، تم عقد 13 مدرسة في عطلة نهاية الأسبوع. كان يُعتقد أن هذه المدارس أعطت زخمًا للنمو المستمر للدين في المنطقة من خلال تمكين الأعضاء المحليين في الدين وتم تكرار المدارس في عام 1958. وفي نفس العام تم تسجيل المحافل الإقليمية والمحلية لدى الحكومة المدنية. في عام 1957، وصل بهائي وحيد، عضو في تيزا، يوكولامو أوكيلو، إلى منطقة موروتو النائية والوثنية نسبيًا في كاراموجا وفي عام 1958 تم تشكيل أول محفل روحاني هناك. حتى أن التحول إلى الدين البهائي في أوغندا وصل إلى السجون حيث رد شوقي أفندي، رئيس الدين آنذاك، على الرسائل بتشجيع السجناء على استخدام تاريخهم "المتعثر" ليس ليصبحوا "مرارة أو مهزومين" ولكن "مصممين على جعله وسيلة لتطهير طبائعكم، وتحسين شخصياتكم، وتمكينكم من أن تصبحوا مواطنين أفضل في المستقبل." عزا البهائيون النمو السريع للدين في أوغندا إلى إخلاص هدفهم وإلى الافتقار الواضح للتحيز العنصري.

### بيت العبادة
في عام 1958، كان يجب شراء أرض المعبد باسم ثلاثة بهائيين أوغنديين أفارقة بدلاً من مؤسسة أجنبية أو محلية مباشرة. هؤلاء البهائيون هم جوزيف مبوغو، إريشا كيوانوكا وماكس كانيريزي الذين احتفظوا بالأرض كأمانة. يقع بيت العبادة البهائي في أوغندا، المسمى أم المعابد في أفريقيا، على تلة كيكايا على مشارف كمبالا. في حفل وضع حجر الأساس عام 1958 قدمت يدا أمر الله روحية خانم وموسى بناني هدايا مادية للمبنى - بعض التربة من ضريح بهاء الله الأعمق وقلعة ماكو حيث سُجن الباب. تم تصميم المبنى من قبل مايسون ريمي والقبة الخضراء مصنوعة من بلاط الفسيفساء الثابت من إيطاليا، وبلاط السقف السفلي من بلجيكا، والزجاج الملون في ألواح الجدران تم جلبه من ألمانيا. تسعة أعمدة ضخمة، يبلغ قطر كل منها قدمين، تدعم القبة الكبيرة، التي يبلغ قطرها أربعة وأربعين قدمًا عند قاعدتها؛ بينما يدعم السقفان مجموعتان من سبعة وعشرين عمودًا أصغر قليلاً. يبلغ الارتفاع الإجمالي 127 قدمًا، والقطر الداخلي للمبنى أربعة وثمانون قدمًا وتتسع لأكثر من 600 مقعد. تم طلاء الجزء الداخلي من القبة باللون الأزرق الباهت؛ أما القاعة المستديرة، التي تحتوي على تسع نوافذ ضخمة وأربعة وخمسين نافذة صغيرة، كلها مملوءة بالزجاج الأخضر والعنبري والأزرق الباهت، فهي مطلية باللون الأبيض الناصع، بينما تم طلاء الأعمدة والجدران السفلية باللون الأخضر الباهت جدًا. كل هذا يضفي تأثيرًا من الخفة والتهوية الذي يزداد حدة بسبب المشابك الزجاجية الكبيرة الخضراء والعنبرية التي تقف على جانبي أبواب "مفولي" الضخمة.
تضم الممتلكات التي تبلغ مساحتها خمسين فدانًا بيت العبادة وحدائق واسعة ودار ضيافة ومركزًا إداريًا. في عام 1960، قامت الحكومة الأوغندية ببناء طريق وصول إلى موقع المعبد وجاء مجلس وزراء بوغندا لرؤية المبنى. تقام احتفالات الأيام المقدسة البهائية وتقام الخدمات المنتظمة عادة حوالي الساعة 4 مساءً أيام الأحد. بحلول نهاية عام 1965، قُدر عدد زوار المعبد بـ 50,000 زائر. كلا يدي أمر الله إينوك أولينغا وموسى بناني مدفونان بالقرب من المعبد.

#### التكريس

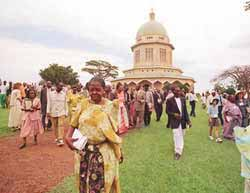
بهائيون يمارسون طقوسهم

كانت الاحتفالات المرتبطة بافتتاح المعبد واسعة النطاق خلال أوائل عام 1961. غطت النشرة الحكومية الأوغندية أوغندا أرغوس تاريخ المعبد ووصفه في عدد يناير 1961 وتم بث مقابلات وقصص على خدمة الإذاعة الأوغندية. بدأت الفعاليات في الموقع يوم 13 بعيد الوحدة مع أيادي أمر الله موسى بناني، جون روبرتس، رحمة الله مهاجر ورئيس المحفل الإقليمي علي نخجواني ونائب الرئيس أورو إبييرو يلقون أحاديث. تم تكريس المعبد يوم 14 بقيادة يد أمر الله روحية خانم حيث تم عرض صور للباب وبهاء الله. وأقيمت الخدمة الافتتاحية العامة يوم 15. حضر أكثر من 1500 شخص. من بين البهائيين كان هناك حوالي 225 بهائيًا أفريقيًا من أوغندا وكينيا وتنجانيقا ورواندا أوروندي وإثيوبيا وروديسيا الشمالية وسوازيلاند وجنوب أفريقيا؛ حوالي 90 بهائيًا فارسيًا، طار اثنان وستون منهم من طهران؛ أرسل المحفل الوطني البريطاني، المحفل الأم لمحفل وسط وشرق أفريقيا، مؤمنًا واحدًا من كل منطقة من مناطقه - إنجلترا واسكتلندا وويلز، بالإضافة إلى واحد من أيرلندا؛ أرسل المحفل الوطني الأمريكي أحد أعضائه، آموس جيبسون، وهو نفسه مهاجر بين الشعوب الأمريكية الأصلية. لم يتمكن يد أمر الله إينوك أولينغا من الحضور بسبب الاضطرابات السياسية في الكاميرون التي كان أولينغا يحاول مساعدتهم فيها. غنت جوقة، تم اختيارها خصيصًا من بين مطربي كمبالا وأخرجها بيتر وينجارد من كلية ماكيريري، موسيقى والقراءات المقدمة كانت من العهدين القديم والجديد والقرآن، بالإضافة إلى عدد من الصلوات والقراءات من الكتابات البهائية باللغة العربية والفارسية وأتيسو والسواحيلية والأتشولي ولوغاندا والإنجليزية. بعد الاجتماع العام، أقيم حفل استقبال لممثلي الحاكم وكاباكا بوغندا، جنبًا إلى جنب مع عمدة كمبالا حيث شاركت روحية خانم قصة أن شوقي أفندي سافر عبر المنطقة في أوائل العشرينات من القرن الماضي. بعد التكريس، شرعت روحية خانم ورئيس المحفل نخجواني في 15 يومًا من زيارة البهائيين في جميع أنحاء أوغندا وكينيا بما في ذلك الإقامة في منازلهم، وتكريس مدرستين، وتناول الطعام المحلي، وتم تكريمهما بالأغاني والرقصات التقليدية. اقترحت خانم مرارًا وتكرارًا ألا يتم التخلص من الفولكلور الأوغندي وتقاليدهم وأغانيهم وموسيقاهم الأصلية، ولكن في مجتمع الوحدة في التنوع يجب عليهم الحفاظ عليها وتطويرها كمساهمة منهم في إثراء الحياة الروحية والمادية للمجتمع البشري وكذلك الإشارة إلى المساواة بين الجنسين وأن المرأة يجب أن تأخذ دورًا متساويًا في إدارة الدين.

### المؤتمرات القارية

#### المؤتمر الأول
في يناير 1958، بعد وقت قصير من وفاة شوقي أفندي في نوفمبر، عُقد مؤتمر قاري آخر في كمبالا وحضرته أرملته روحية خانم. على الرغم من الحزن على وفاته، كانت هناك دعوة للخدمة تكريماً لخدمته. كان المؤتمر قد خطط في البداية لأقل من 400 حاضر وفُوجئ بأخبار قدوم أكثر من 300 فارسي وحدهم. في النهاية، حضر حوالي 950 بهائياً، وستة أيادي لأمر الله، وعضو في المجلس البهائي الدولي، وستة عشر عضوًا في الهيئة المعاونة، وممثلين من أحد عشر محفلاً روحانياً وطنياً (بما في ذلك أولئك من المحافل الإقليمية الأفريقية الأربعة، وتلك من المحافل الوطنية الأخرى التي شاركت في حملة جلب الدين إلى أفريقيا جنوب الصحراء - بريطانيا والهند والعراق وفارس والولايات المتحدة - وتلك من الجزيرة العربية واليابان)، و 450 عضوًا أفريقيًا، وأكثر من 300 من فارس، واثنان من فرسان بهاء الله (واحد من المحيط الهادئ وواحد من القطب الشمالي)، وآخرون من بقية العالم في الاجتماع الرسمي للمؤتمر بالإضافة إلى برقيات تم استلامها من العديد من أيادي أمر الله الآخرين و 34 محفلاً وطنياً. أفادت التقارير أن كل غرفة فندقية كانت محجوزة. قامت روحية خانم بمسح معظم الحاضرين بـعطر الورد قبل السماح لهم بمشاهدة آثار بهاء الله بالإضافة إلى نسخة طبق الأصل من لوحة له في اليوم الأول للمؤتمر. كما أقيمت عروض لخريطة كبيرة لشوقي أفندي تظهر تقدم الدين، وأفلام للأضرحة والحدائق من المركز البهائي العالمي، كما كان موجودًا آنذاك، بالإضافة إلى النصب التذكاري على قبر شوقي أفندي. تم جمع حوالي 280,000 دولار في المؤتمر من شريحة من الحاضرين للتبرع لتقدم الدين. تم وضع حجر الأساس لأم المعابد في أفريقيا ووضعت الآثار في أكياس حريرية صنعتها بهية خانم في مكانها (من المخطط أن تكون تحت الجدار على ذلك الجانب من المعبد المواجه عبر وادي عشبي باتجاه القبلة البهائية.) ثم أمضت روحية خانم يومًا بين شعب تيسو - متحدثة إلى مجموعات مدرسية، ومستقبلة الضيوف، وزائرة المنازل. تبرعت بالمال لإعادة بناء مركز تم فقده.

#### المؤتمر الثاني
قدمت ستة مؤتمرات عقدت في أكتوبر 1967 حول العالم عرضًا لنسخة من صورة بهاء الله بمناسبة الذكرى المئوية لكتابة بهاء الله لـ سورة الملوك (لوح الملوك)، والتي يصفها شوقي أفندي بأنها "أعظم لوح أنزله بهاء الله". بعد اجتماع في أدرنة، تركيا، سافر أيادي أمر الله إلى المؤتمرات، وكان كل منهم يحمل نسخة من صورة بهاء الله. نقل يد أمر الله علي أكبر فروتان هذه الصورة إلى مؤتمر أفريقيا في أوغندا. غطت مجلة إبوني الحدث. كما غطت الإذاعة والتلفزيون ووسائل الإعلام المطبوعة الأوغندية الأحداث المتعلقة بالمؤتمر. تجمع حوالي 400 بهائي من أربع وعشرين دولة أفريقية. افتتح كولونريو أولي، رئيس المحفل الوطني لأوغندا ووسط أفريقيا، المؤتمر في اليوم الأول وبدأ أيادي أمر الله علي أكبر فروتان وإينوك أولينغا في تقديم العروض والمناقشات حول تاريخ الألواح ونطاق الأشخاص الذين صنعت من أجلهم. في اليوم التالي تم تكريس مبنى المركز الوطني الجديد في نفس ملكية المعبد - وهو مبنى دائري به قاعة مركزية مستديرة محاطة بمجموعة من المكاتب ومكتبة ومحفوظات ونشر وغرف ضيوف ومطبخ. في اليوم الثالث ركز ويليام ماسيهلا والمتحدثة هيلين إلسي أوستن الاهتمام على دور الفرد في تقدم الدين. في ذلك المساء أقيم اجتماع عام حضره حوالي 500 شخص تلاه حفل استقبال لـ 250 شخصًا؛ ركزت الجهود على دعوات لموظفي الحكومة ورجال الدين والمؤسسات التعليمية والمجتمعات المهنية. كان روجر وايت ممثلًا للمحفل الوطني الكندي الذي قدم هدية لبهائيي أوغندا على شكل لوح مضاء من كتابات الدين.

### تطورات أخرى
في عام 1958، تعاقد بهائيو كمبالا لحجز جزء من مقبرة لاستخدام البهائيين. استمرت مدارس عطلة نهاية الأسبوع التي بدأت في عام 1958 حتى عام 1960 على الرغم من أن الفصول الدراسية استخدمت الآن فصولاً من كتاب بهاء الله والعصر الجديد لـجون إسلمونت. في سبتمبر 1961، تم إنشاء عدد من مدارس بهائية دائمة — مدرستي لويس غريغوري بهائي، واحدة في تيلينغ، مسقط رأس أولينغا، والأخرى في دوساي. ركزت الدورات على الحرف المنزلية وتربية الأطفال ممزوجة بعروض عن الدين ودعم الرجال للنساء اللاتي يأخذن الدورات. تم تغطية أخبار الافتتاحات في مجلة جت. وصل العدد الاستثنائي للتسجيلات في أوغندا وكينيا إلى درجة أنه في أواخر عام 1959 لاحظت مؤسسة أيادي أمر الله أنه لا يوجد عدد كافٍ من البهائيين لمواكبة عمل التحقق من التسجيلات. شهد عام 1961 أيضًا تطوير صندوق نشر بهائي أوغندي. تمكن أولينغا من زيارة أوغندا مرة أخرى في يونيو، ومرة أخرى في أغسطس-سبتمبر 1962 عندما قام بجولة واسعة في أوغندا متحدثًا إلى العديد من المجموعات التي تصل إلى آلاف الأشخاص عن الدين قبل الانتقال إلى كينيا وتنجانيقا والكونغو. مع وصول معدل النمو الشهري إلى المئات، كان هدف لجنة التبليغ الأوغندية هو تحفيز المحافل الفردية والمؤمنين على تحمل مسؤولية متزايدة عن مدارس عطلة نهاية الأسبوع في قراهم حتى يتمكن المعلمون المتنقلون من التركيز في مناطق أخرى. في سبتمبر 1962 زار ميلتون أوبوتي، رئيس وزراء أوغندا آنذاك، مقام الباب. في عام 1963 تم انتخاب نخجواني لعضوية بيت العدل الأعظم، الهيئة الحاكمة للمجتمع البهائي العالمي، بينما ترأس أولينغا أول المؤتمر البهائي العالمي الذي أعلن عن الانتخابات للعالم. بحلول نهاية عام 1963 كان هناك 554 محفلًا روحانيًا محليًا في مناطق مختلفة، و 389 مجموعة بهائية أصغر، وحوالي 200 بهائي فردي معزول منتشرين في جميع أنحاء أوغندا. في عام 1964 أعيد تعيين المحافل الإقليمية وانضمت أوغندا إلى جمهورية أفريقيا الوسطى. غطت صحيفة أوغندا أرغوس في عدد يوليو 1964 الدين بالإضافة إلى مقال واسع حول 4 بيوت عبادة بهائية كانت قائمة آنذاك. اجتمع مائة واثنان وثلاثون مندوبًا وزائرًا في كمبالا، أوغندا، لحضور مؤتمر عام 1966 لانتخاب المحفل الوطني الإقليمي لأوغندا ووسط أفريقيا. تمكن أولينغا من زيارة أوغندا مرة أخرى من أكتوبر إلى ديسمبر 1967 للقيام بجولة موسعة في البلاد. كان التوسع السريع للدين في أواخر الستينيات صحيحًا بشكل خاص في أوغندا وفيتنام وإندونيسيا. كان أعضاء المحفل الوطني الإقليمي لأوغندا ووسط أفريقيا لعام 1968 هم: حسن صبري، تيتو وانانتسروسري، كولونيريو أولي، إليزابيث أولينغا، جورج ويليام إيبيتو، موسى سينوغا، سوسباتري إيسيماي، ألينوت كوليك، وألبرت أوكناموديك. خلال فترة أيام الهاء 1969، أقام البهائيون معرضًا عامًا عن الدين في المسرح الوطني بكمبالا. تحدث عمدة كمبالا في الافتتاح الذي سبق عرض فيلم "وسيكون اسمه واحدًا". تضمن المعرض كتبًا ورسومًا بيانية وقطعًا أثرية وصورًا فوتوغرافية وأفلامًا وشرائح وتسجيلات. تم عرض ألواح أصلية وكتب ومقتطفات كتبها الباب وبهاء الله وعبد البهاء بالإضافة إلى أعمال ثانوية. تم توضيح التاريخ البهائي في مخطط يصور الأحداث من ميلاد بهاء الله إلى تأسيس بيت العدل الأعظم، بالإضافة إلى عروض لـمطالع الأنوار بثلاث لغات. تم عرض الفنون في لوحات زيتية وصور فوتوغرافية وأعمال فضية وسجاد منسوج يدويًا وتم توضيح تنوع الجنسيات والخلفيات الدينية بالصور الفوتوغرافية والشرائح التي التقطت خلال المؤتمرات وتكريسات المعابد والمؤتمرات القارية. لاحقًا في ذلك الصيف، زارت روحية خانم أوغندا في جولة استمرت عشرة أيام. في كمبالا تمكنت من حضور العديد من الفعاليات قبل القيادة إلى الريف لزيارة البهائيين. شملت فعاليات المدينة: حفل استقبال أقيم على شرفها وشرف عضوين زائرين من بيت العدل الأعظم، هوشمند فاتح عظم وعلي نخجواني؛ إلقاء محاضرة عامة في قاعة المسرح الوطني؛ إجراء مقابلة لمدة نصف ساعة كاملة على راديو أوغندا في برنامج "ضيف الأسبوع"؛ وحضور حفل زفاف في المعبد جنبًا إلى جنب مع زملائها أيادي أمر الله إينوك أولينغا وموسى بناني قبل الانتقال إلى إثيوبيا وبلدان أخرى في جولة استمرت أربعة أشهر. عادت في نهاية الجولة لبضعة أيام من الاجتماعات الهادئة مع البهائيين قبل مغادرتها النهائية.

#### تغيرات مصيرية قادمة
في عام 1970 توفيت ماري كوليسون - أمضت ماري وريجينالد كوليسون سنواتهما الأخيرة معًا كراعين للمعبد. في ذلك الصيف، عقد بهائيو أوغندا أول مؤتمر وطني للشباب وانتخبوا محفلاً روحانياً وطنياً لأوغندا فقط - كان الأعضاء الأوائل هم: إينوس إبييرو، جافان غوتوسي، إس إم إيسيماي، موسى سينوغا، جولياس نامبافو، أوغستين ماساتي، أوغستين ناكو، وألبرت أوكاموديك. بعد تولي عيدي أمين الرئاسة في أغسطس، كان البهائيون من بين المدعوين إلى اجتماع مع الرئيس. في الاجتماع، قدم البهائيون بيانًا يوضح المبدأ الأساسي للدين المتمثل في طاعة الحكومة. في اجتماع متابعة، مثل إينوك أولينغا الجالية في ختام عدد من جلسات المؤتمرات الدينية التي عُقدت في جميع أنحاء أوغندا. بعد ذلك بوقت قصير، توفي موسى بناني في سبتمبر بعد معاناة طويلة مع المرض ودُفن في أراضي المعبد في مقبرة بهائية جديدة. جمعت الجنازة ثلاثة أيادي لأمر الله: إينوك أولينغا، أ. ق. فيضي، روحية خانم؛ عضو بيت العدل الأعظم، علي نخجواني، فيوليت نخجواني وابنتهما بهية، التي أقيم حفل زفافها قبل عامين في كمبالا على بول آدامز، العديد من القادة البهائيين الآخرين من جميع أنحاء أفريقيا بالإضافة إلى ستة أعضاء من المحفل الروحاني الوطني لأوغندا؛ والعديد من البهائيين الآخرين من جميع أنحاء أوغندا وأجزاء أخرى من أفريقيا. عمل مهاجرون مثل زيلفا ماب في مصالح التنمية في أوغندا في 1971-2 أثناء عملها كمديرة إرشاد في مدرسة تورورو للبنات. كانت في إجازة من نظام المدارس الحكومية من عملها في الولايات المتحدة، وكانت تتعاون مع وزارة التعليم الأوغندية في تطوير برنامج إرشاد في مدارس أخرى في البلاد بينما بدأت أيضًا في تحرير النشرة الإخبارية البهائية الوطنية الأوغندية. لاحقًا في عام 1971، حضر الرئيس أمين آنذاك الاحتفال بمولد بهاء الله وأدلى بتصريحات مجاملة حول الدين. عمل هؤلاء وآخرون مع باحثين جامعيين حول قضايا الصحة العقلية أيضًا. شملت الجهود داخل الجالية الإشارة إلى أهمية الانتخابات البهائية كجزء من مبادرة عالمية دعا إليها بيت العدل الأعظم. تضمنت المشاريع الأخرى في 1971-2 لأوغندا تجميل المقبرة، ونشر الدين، وتجمعات شبابية متعددة. في عام 1972 فاز البهائي دوايت دبليو آلن بجائزة الاستحقاق لمساعدته في إنشاء مدرسة تورورو للبنات التي انتقلت إدارتها إلى الحكومة الأوغندية. بدأت ابنة إينوك أولينغا فلورنس الالتحاق بمدرسة تورورو في عام 1972 بينما بدأ شباب آخرون في القيام برحلات إلى مجتمعات مختلفة لدعم الأنشطة البهائية. في عام 1973 تحدث إينوك أولينغا وزوجته في مدرسة تورورو بينما استقبلت المدرسة أيضًا زيارات من قادة آخرين للدين. في 1975-6 قام أولينغا وزوجته بجولة في أجزاء من أوغندا بالإضافة إلى إجراء محادثات مع مسؤولين حكوميين حول تعاليم الدين مع تغطية بعض رحلاتهم بإعلانات إذاعية. في غضون ذلك، أقيم معرض عام عن الدين في المتحف الوطني تم تغطيته من قبل النشرة الإخبارية الوطنية التي أعيد تسميتها الآن صوت أوغندا بالإضافة إلى فحص التعاليم البهائية. كان عام 1975 هو اليوبيل الفضي للدين في أوغندا واختتم الاحتفال به ببرنامج للاحتفال بـيوم الأمم المتحدة واستقبال ضيوف رسميين رفيعي المستوى من غانا والأمم المتحدة، وأعضاء الدين الذين جاءوا من بعض القرى. في عام 1976، تم انتخاب زيلفا ماب-روبنسون، ابنة أول امرأة بهائية من أصل أفريقي، والتي هاجرت إلى العديد من الأماكن وعاشت في أوغندا تسع سنوات، لعضوية المحفل الروحاني الوطني لأوغندا في عام 1976. في يونيو 1977، عُقد مؤتمر صغير لقادة الدين بما في ذلك أولينغا وزوجته لمناقشة تقدم نمو الدين. كان الأمر غير عادي لأنه على الرغم من حضور 52 شخصًا فقط، 13 منهم من الشباب، إلا أنهم تلقوا رسالة من بيت العدل الأعظم. ذكر إينوك أولينغا المجموعة بأن شوقي أفندي قد وصف الجالية الأوغندية بأنها القلب الروحي لأفريقيا. في سبتمبر، تم حل المؤسسات الإدارية للدين من قبل الحكومة إلى جانب أكثر من عشرين مجموعة أخرى. سرعان ما اندلعت الحرب الأوغندية التنزانية في عام 1978 وتم الإطاحة بالرئيس أمين في أوائل عام 1979.

#### القمع والعنف والحرية
كجزء من حملة اجتاحت العديد من دول جنوب الصحراء، تم حظر الدين البهائي في السبعينيات في العديد من البلدان: بوروندي، 1974؛ مالي 1976؛ أوغندا 1977؛ الكونغو، 1978؛ النيجر، 1978. كانت أوغندا تمتلك أكبر جالية بهائية في أفريقيا في ذلك الوقت وعاد أولينغا وطلب حماية الجالية خلال هذا الوقت الصعب عندما حكم نظام عيدي أمين أوغندا. انظر أيضًا أوغندا تحت حكم عيدي أمين.
"كان هذا بشكل أساسي نتيجة لحملة شنتها عدد من الدول العربية. بما أن هذه الدول كانت في هذا الوقت أيضًا من مقدمي المساعدات التنموية، فقد تم دعم هذا الهجوم العلني على البهائيين بتحركات سرية مثل ربط أموال المساعدات لدولة معينة بالإجراء الذي اتخذته ضد البهائيين. كان هذا ناجحًا جزئيًا وقامت عدد من الدول بحظر البهائيين لفترة من الوقت. ومع ذلك، تمكن البهائيون من إثبات لهذه الحكومات أنهم ليسوا عملاء للصهيونية ولا معادين للإسلام ونجحوا في إلغاء الحظر في جميع هذه البلدان باستثناء النيجر."
كانت فترة عنف من عام 1978. في مارس 1979 تعرض منزل أولينغا للسرقة على الرغم من أن المعبد لم يمسه سوء ووقع حادث مريب حيث صدمت سيارة أولينغا وأجبرت على النزول من تلة بواسطة مركبة نقل جنود، حيث تم سرقته وترك ليموت، واختفى ابن أولينغا جورج لمدة أسبوع على يد جنود أمين. وصلت تهديدات بالقتل ربما لمجرد بروزه إلى أولينغا من مسقط رأسه. في غضون ذلك، بعد فرار الرئيس أمين في أبريل، بدأ الدين في إعادة التنظيم - كان هناك إعادة فتح لبيت العبادة البهائي مرة أخرى، وبداية إصلاح المحفل الوطني في أغسطس. شهد الجيران وخادم حديقة صبي في الغالب من خلال سماع أحداث إعدام عائلة أولينغا. مساء يوم الأحد، 16 سبتمبر 1979، وهو عيد ميلاد إحدى بنات أولينغا وتم التخطيط له كيوم لم شمل عائلي لم يتمكن القليل منهم من الوصول في الوقت المناسب، بعد الساعة 8 مساءً بالتوقيت المحلي دخل خمسة جنود منزل أولينغا بينما وقف أحدهم حارسًا عند بوابة المنزل وقتلوا أولينغا وزوجته وثلاثة من أطفالهم الخمسة. امتدت آثار الدماء من المطبخ إلى الجزء الخلفي من المنزل وكان أحد الأطفال قد أصيب وتم تضميده تقريبًا قبل إعدام الأسرة. قُتل إينوك نفسه في الفناء حيث سُمع يبكي ربما بعد أن شهد عائلته ميتة في نفس المنزل الذي انضم فيه إلى الدين. تم نقل الخبر في البداية من قبل خادم الحديقة إلى عضو في اللجنة الوطنية التي تم تعيينها ثم إلى مهاجرة تبلغ من العمر 79 عامًا، كلير جونغ، التي اتصلت دوليًا. في النهاية وصلت الأخبار إلى بيت العدل الأعظم أثناء انعقاده في 17 سبتمبر. تم دفن جميع الموتى في المقبرة البهائية في أراضي المعبد في 25 سبتمبر بينما استمرت الحرب الأهلية والإرهاب. شملت الجنازة مئات البهائيين الذين تمكنوا من القيام بالرحلة والعديد من أعضاء حكومة أوغندا.
بعد الحرب الأوغندية التنزانية وعندما تم إلغاء الحظر على الدين، أعاد بهائيو أوغندا تشكيل محفلهم الروحاني الوطني في عام 1981، على الرغم من استمرار الحرب الأهلية الأوغندية. في عام 1982 كانت المدرستان الابتدائيتان اللتان أسسهما البهائيون في عام 1961 تحت إدارة بهائية مرة أخرى بحلول فبراير 1982. تجمع أكثر من 200 بهائي وغير بهائي في عام 1983 للاحتفال بالأطفال وحضانة أطفال متعددة الأعراق أسستها كلير جونغ وتوفي ريكس كوليسون في يونيو 1983. تكررت حالات انضمام مئات الأشخاص إلى الدين في عام 1984. في حوالي فبراير 1985 ألقى جورج أولينغا وبنسون كاريوكي حديثًا في إحدى المدارس الابتدائية حول الدين حول مؤسسات الدين وتوفيت كلير جونغ بينما تولى المحفل الوطني الحضانة التي أسستها وتم تخصيص أموال لتجديد المدارس الابتدائية. في 1986-7 عاد دوايت دبليو آلن إلى أوغندا وكان منسق مشروع مؤتمر المانحين لإعادة تأهيل جامعة ماكيريري. في عام 1988 عقدت الجالية مؤتمراً للأطفال وظهرت في عدد من الفعاليات العامة بما في ذلك معرض تجاري تفضيلي زاره قادة حكوميون مختلفون.

## الانخراط في المجتمع
انخرطت الجالية البهائية الأوغندية في مجموعة واسعة من المشاريع التي يعود الكثير منها بالنفع على الأمة مع زيادة الوعي بالدين. في عام 1989، سافر خبير ورجل أعمال بهائي في استخدام التقنية الملائمة من سوازيلاند عبر ست دول في جنوب وشرق أفريقيا بما في ذلك أوغندا لتدريب السكان المحليين على تصنيع عدة أنواع من آلات صنع الأسوار وتقنيات أخرى في برامج البناء والزراعة والمياه. تم تنظيم دورات تدريبية لمدة 10 أيام من قبل المحافل الروحانية الوطنية في كل من الدول الست. في عام 1989 تم تنظيم نادي بهائي لـجامعة ماكيريري يتكون من بهائيين وغير بهائيين بينما دعا المحفل الوطني أعضاء قسم الدراسات الدينية في جامعة ماكيريري إلى بيت العبادة البهائي لتعريف الموظفين بالدين ومؤسساته وكيفية عملها لوضع التفاعل بين وكالات الدين والجامعة في سياقه أثناء تنفيذه لدورتين جديدتين صممهما ودرسهما بهائي، الدكتور تيم روست، حول "السلام والعدالة" وأخرى حول "الدين والتنمية". في نفس الوقت شاركت نساء بهائيات من مبالي في فعاليات نظمها المجلس الوطني للمرأة من خلال برنامج للأطفال متعدد الثقافات يركز على حسن الجوار والحرف اليدوية للنساء - لاحظ المسؤولون الحكوميون أن البهائيين لديهم العديد من البرامج التي تعزز قضايا متنوعة في أوغندا. في عام 1990 أنشأ مكتب التنمية الاجتماعية والاقتصادية البهائي في أوغندا مشروعًا لتدريب العاملين في مجال الرعاية الصحية الميدانية للعمل في أوغندا. في عام 1993 أضاف المحفل الوطني مشروعًا لتطوير برنامج تدريبي للإدارة المتوسطة للعاملين في الرعاية الصحية الأولية على مستوى المجتمع. كان التركيز على الوقاية من أمراض الطفولة، والرعاية الصحية للأم والرضيع، وبناء المجتمع. لاحقًا، أنشأ المعهد البهائي الأوغندي للتنمية مشروعًا يقدم استخدام مرحاض، والتطعيم، والناموسيات لمكافحة البعوض الحامل للملاريا، وتعلم الناس أهمية المياه النظيفة في قرية أوغندية. في عام 2000، شارك بهائيو أوغندا أنشطتهم في مجالات التعليم وصحة الأسرة والتدريب الأخلاقي للأطفال والنشر والتعاون مع المنظمات غير الحكومية الأخرى في احتفال يوم الأمم المتحدة الوطني الذي أقيم في مدرسة موغولوكا الابتدائية بالقرب من جينجا. بعد حصولها على درجة الدكتوراه في سن 78، عادت زيلفا ماب-روبنسون إلى أوغندا في سن 86 عام 2000 لإنشاء المؤسسة الأوغندية لتقدم المرأة. في عام 2002، أبرز مؤتمر وطني في غيانا حول "النهج الروحي لتحدي فيروس نقص المناعة البشرية/الإيدز" برعاية مؤسسة فارقا واليونيسف والجماعة البهائية الدولية تجارب في أوغندا تتعامل مع وباء الإيدز من خلال تضمين دور التدريب الروحي للأطفال على فضائل مثل التواضع والتقوى واللطف والاحترام والكياسة والوحدة في التنوع حتى يعيشوا حياة أخلاقية ويتغلبوا ليس فقط على الإيدز ولكن أيضًا على إدمان الكحول والمخدرات والعنف والجريمة والتحيز والكراهية والتعصب والفقر. في عام 2004، ساعد البرنامج الأوغندي لمحو الأمية من أجل التحول الذي أسسه البهائيون المشاركين على اكتساب المهارات والمعرفة والحافز لـ "خطة تحسين ذاتي مدى الحياة" - مقرونة بالتركيز على التعليم الأخلاقي والوئام بين الأديان.
شجعت الجالية البهائية الأوغندية أيضًا ممارسة الفنون. انضم ثمانية عشر شابًا من كينيا وأوغندا وإثيوبيا وتنزانيا معًا لتشكيل "الشباب المتحرك"، وهي ورشة عمل بهائية (انظر أوسكار ديغروي) تهدف إلى التعبير عن الرسالة التي جلبها بهاء الله. سافرت المجموعة لمدة أربعة أشهر، وقدمت عروضًا أمام ما مجموعه أكثر من 50,000 شخص في ثلاث دول. في عام 1998 أقامت البهائية مارغريت ناغاوا معرضًا في المتحف الوطني الأوغندي، وتوفي البهائي الحائز على جوائز إيديلأكونغو إيكوديليلي إيبريو في عام 2002.
في عام 2001 احتفال لمدة أسبوع تضمن بيانًا للرئيس الأوغندي يوويري موسيفيني، حوالي 2000 من الجالية البهائية الأوغندية احتفلوا بالذكرى الخمسين لتأسيسها.
واصل البهائيون في أوغندا انخراطهم في القضايا الاجتماعية؛ في عام 2007 أنتج البهائيون فيلمًا عن قضايا التنمية في أوغندا بعنوان "فتح مساحة - الخطاب حول العلم والدين والتنمية في أوغندا" وفي 25 نوفمبر 2007 كان بيت العبادة البهائي نقطة تجمع لحملة "تحدث! أبرز!" حول منع العنف ضد المرأة. اجتمع مندوبون بهائيون من أوغندا و 14 دولة أخرى في نيويورك في الفترة من 23 فبراير إلى 7 مارس لحضور الدورة الثانية والخمسين لـلجنة الأمم المتحدة المعنية بوضع المرأة في عام 2008.
شارك بهائيو أوغندا أيضًا في الفعاليات البهائية الدولية الأخيرة. كان الشباب الأوغندي من بين 149 شخصًا اجتمعوا في المركز البهائي الوطني في بوروندي في أغسطس 2006. في عام 2007 ساعد البهائيون في عنتيبي في تنظيم احتفالات يوم الأديان العالمي. في عام 2008 كان أحد المندوبين من أوغندا واحدًا من 19 مدققًا أحصوا الأصوات السرية لانتخاب بيت العدل الأعظم.

## التركيبة السكانية
خلال الفترة 2000-2002 تراوحت تقديرات الجالية البهائية الأوغندية على نطاق واسع؛ تتراوح المصادر بين 66,000 إلى 105,000 بهائي في البلاد. أحصى التعداد الوطني لعام 2002 ما يقرب من 19,000 بهائي، وأفاد تعداد 2014 عن 29,601. فيما بين ذلك، قدرت إحصاءات وزارة الخارجية الأمريكية لعام 2005 أن الهندوسية والدين البهائي واليهودية شكلت مجتمعة 2% من السكان الوطنيين. كان حوالي 300 مؤمن بهائي في كمبالا وفقًا لتقرير إخباري عام 2007.

## روابط خارجية
- المجتمع البهائي الوطني الأوغندي
- الأوغنديون يدرسون مناهج التنمية فيلم عن قضايا التنمية الأوغندية.